# Лисицкий, Борис Дмитриевич
Борис Дмитриевич Лисицкий (1 мая 1943, Вознесеновское — 30 декабря 2020, Севастополь) — передовик советского судостроения, бригадир комплексной бригады Севастопольского морского завода имени Серго Орджоникидзе Министерства судостроительной промышленности СССР, Севастополь, Крымская область, полный кавалер Ордена Трудовой Славы (1991).

## Биография
Родился 1 мая 1943 года в селе Вознесеновское Апанасенковского района Ставропольского края. В 1950-х годах переехал на постоянное место жительство в Севастополь, где завершил обучение в школе, а также окончил школу фабрично-заводского обучения. С 1960 года начал свою трудовую деятельность, трудоустроился на Севастопольский морской завод имени Серго Орджоникидзе. Проработал на этом предприятии 42 года.
Являлся специалистом высокого профиля. Производил ремонт боевых кораблей Военно-морского флота СССР и рыболовных траулеров. Его бригада была передовой на заводе. Активный рационализатор в судоремонтном деле. Больше 100 молодых специалистов подготовил для предприятия. С 1969 по 1971 годы находился в командировке в Египте, где проводил обучение местных специалистов, а также участвовал в ремонтных работах на кораблях Египетских Военно-морских сил.
Указом Президиума Верховного Совета СССР от 25 апреля 1975 года был награждён орденом Трудовой Славы III степени.
Указом Президиума Верховного Совета СССР от 27 июля 1983 года был награждён орденом Трудовой Славы II степени.
Указом Президиума Верховного Совета СССР от 22 июля 1991 года Борис Дмитриевич Лисицкий был награждён орденом Трудовой Славы I степени. Стал полным кавалером Ордена Трудовой Славы.
Проживал в Севастополе. С 2002 года находился на пенсии. Умер 30 декабря 2020 года. Похоронен на кладбище «Кальфа» города Севастополя.

## Награды и звания
- Орден Трудовой Славы — I степени (22.07.1991);
- Орден Трудовой Славы — II степени (27.07.1983);
- Орден Трудовой Славы — III степени (25.04.1975).
- Почётный гражданин Нахимовского округа города Севастополя — (27.10.2017).